# Polyxena von Hessen-Rotenburg

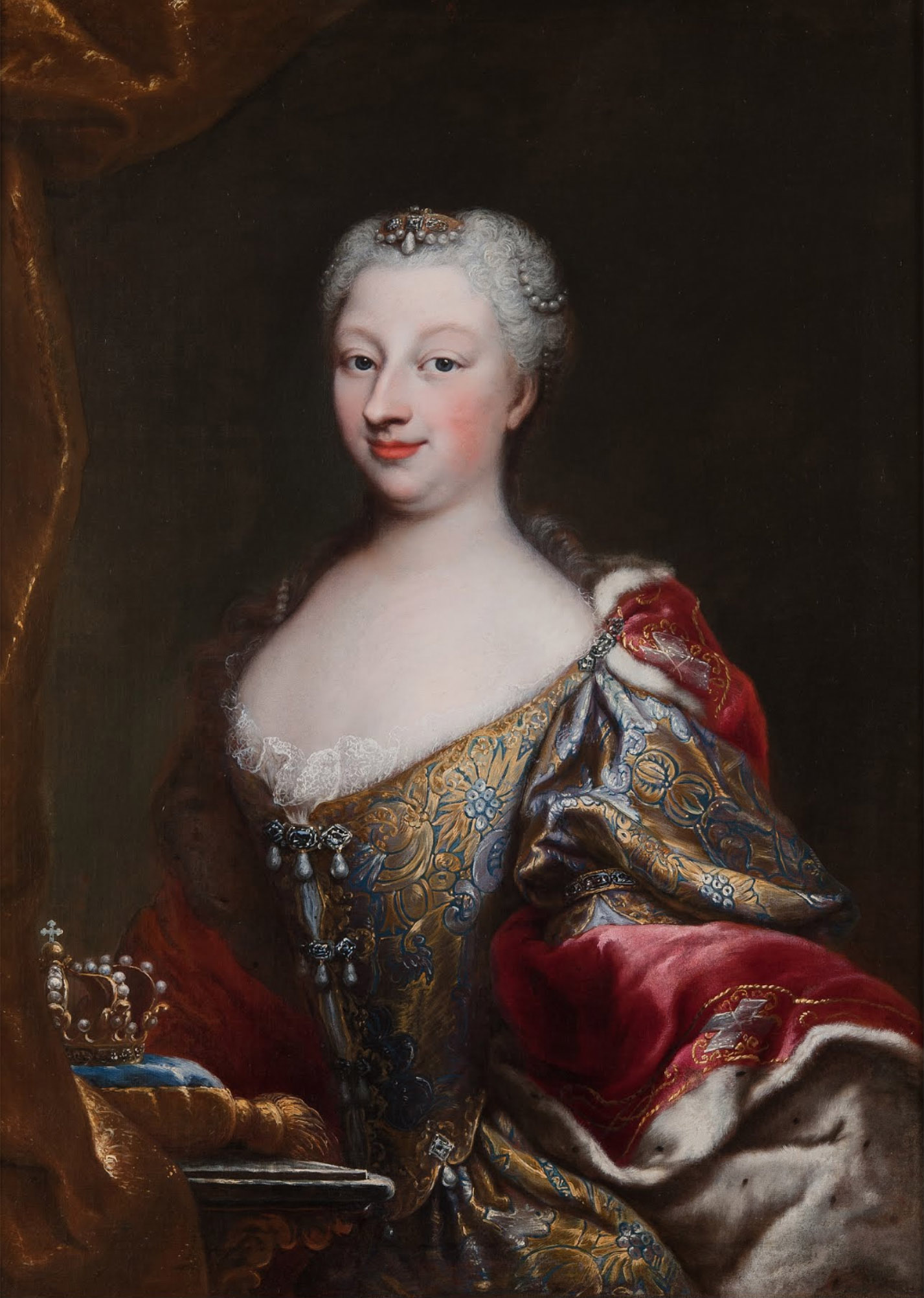
Polyxena von Hessen-Rotenburg als Königin von Sardinien

Polyxena von Hessen-Rotenburg (* 21. September 1706 in Langenschwalbach; † 13. Januar 1735 in Turin) war die zweite Frau von Karl Emanuel III. (italienisch: Carlo Emanuele III.), 1720–1730 Herzog von Savoyen und ab 1730 König von Sardinien.

## Leben
Polyxena war eine Tochter des paragierten Landgrafen Ernst Leopold von Hessen-Rotenburg (* 1684; † 1749) und dessen Frau Eleonore Maria Anna (geb. von Löwenstein-Wertheim). Sie war von 1720 bis zu ihrer Heirat Stiftsdame im Reichstift Thorn und ab 1721 auch im Stift Essen, wo am 21. September 1721 ihre Aufschwörung vorgelegt wurde.
Die Ehe wurde am 23. Juli 1724 in Thonon geschlossen. Ihr entsprangen die Kinder:
1. Viktor Amadeus III. (* 26. Juni 1726; † 16. Oktober 1796), König von Sardinien
2. Eleonora Maria von Savoyen (* 28. Februar 1728; † 14. August 1781)
3. Maria Luisa von Savoyen (* 25. März 1729; † 22. Juni 1767)
4. Maria Felicita von Savoyen (* 19. März 1730; † 13. Mai 1801)
5. Emanuele Filiberto von Savoyen, Herzog von Aosta (* 17. Mai 1731; † 23. April 1735)
6. Carlo Francesco von Savoyen, Herzog von Chablais (* 23. Juli 1733; † 28. Dezember 1733)